# Ed Allen (autor)
Ed Allen (n. 20 octombrie 1948, New Haven, Connecticut, SUA) este un autor american. Acesta a scris cartile: Ate It Anyway, 67 mixed messages, The Hands-On Fiction    Workbook si Mustang Sally.